# Valthermond
Valthermond – miasto w Holandii, w prowincji Drenthe, w gminie Borger-Odoorn.